# Dreamtale
Dreamtale est un groupe de power metal finlandais, originaire de Tampere. Le style musical du groupe tend vers le metal symphonique.

## Biographie
L'idée de la création du groupe vient de Rami Keränen en 1999. Les premières chansons sont parues en automne 1999, et plusieurs concerts, dont la première partie de Sinergy, suivent. Le groupe publie une démo intitulée Refuge from Reality, dont les exemplaires seront les mieux vendus au Japon. Dreamtale intéresse alors plusieurs labels, et finit par signer en août 2001 avec Spinefarm Records. En décembre 2001, Dreamtale commence les enregistrements de son premier album studio, Beyond Reality. Après avoir terminé l'album, Dreamtale se lance dans des changements de formation : Pasi Ristolainen remplace le bassiste Alois Weimer, et un nouveau chanteur, Tomi Viiltola, se joint au groupe. Keränen est le seul membre fondateur à rester dans le groupe.
Beyond Reality, qui est publié en juin 2001 au Japon et en juillet 2002 à l'international, permet au groupe d'être suivi au Japon. Après le bon accueil de leur premier album, le groupe décide d'en enregistrer un deuxième. Le deuxième opus, intitulé Ocean's Heart est enregistré en janvier 2003 aux studios Fantom en Finlande, où l'album est mixé par Samu Oittinen. Les touches finales sont apportées par le mastering de Mika Jussila aux studios Finnvox. En 2004, le guitariste Esa Orjatsalo quitte le groupe en raison d'un « manque d'intérêt » pour cette formation. Juste après son départ, Dreamtale annonce la sortie de leur troisième album, Difference. Le chanteur Jarkko Kalevi Ahola chante sur cet album mais annonce son départ le 8 avril 2005. 
En juillet 2005, le groupe se sépare du batteur Petteri Rosenbom, qui est quelques jours après, remplacé par Rolf « Rolle » Pilve. Le claviériste Turkka Vuorinen quitte le groupe en 2006, et est remplacé par Akseli Kaasalainen. À la fin de 2008, le bassiste Pasi Ristolainen quitte le groupe en partie à cause d'un manque de motivation. Dreamtale le remplace alors par Heikki Ahonen.
En 2010, le groupe publie des extraits des chansons Angel of Light, Reasons Revealed et Strangers' Ode. Leur cinquième album studio, intitulé Epsilon, est publié en 2011 au propre label du groupe, Secret Door Records. L'album assiste au retour du batteur, Petteri Rosenbom. Une fois Epsilon publié en Russie par Fono Ltd., le groupe joue pour la première fois à Saint-Pétersbourg et Moscou en octobre 2011. Le 14 janvier 2013, un sixième album studio du groupe est annoncé en cours d'enregistrement. Timo Tolkki mixe l'album en février et la liste officielle des titres est révélée le même mois. L'album, World Changed Forever, est publié le 23 avril 2013.

## Membres

### Membres actuels
- Rami Keränen - guitare (depuis 1999), chant (1999-2002)[7]
- Nitte Valo – chant (depuis 2019)[7]
- Jarno Vitri – chant (depuis 2019)[7]
- Zsolt Szilagyi - guitare (depuis 2019)[7]
- Mikko Hepo-Oja – basse (depuis 2019)[7]
- Akseli Kaasalainen - clavier (depuis 2006)[7]
- Arto Pitkänen - batterie (2007-2010, depuis 2019)[7]

### Anciens membres
- Petri Laitinen - basse (1999-2000)
- Petteri Rosenbom - batterie (1999-2005, 2010-2014)
- Kalle-Pekka Ware - guitare (1999)
- Esa Orjatsalo - guitare (1999-2004)
- Turkka Vuorinen - claviers (1999-2006)
- Alois Weimer - basse (2000-2002)
- Pasi Ristolainen - basse (2002-2008)
- Tomi Viiltola - chant (2002-2003)
- Jarkko Ahola - chant (2003-2005)
- Mikko Mattila - guitare (2004-2007)
- Rolf Pilve - batterie (2005-2007)
- Nisse Nordling - chant (2005-2007)
- Janne Juutinen - batterie (2014-2019)
- Seppo Kolehmainen - guitare (2007-2019)
- Erkki Seppänen - chant (2007-2019)
- Heikki Ahonen - basse (2009-2019)

## Discographie

### Albums studio
- 2002 : Beyond Reality
- 2003 : Ocean's Heart
- 2005 : Wellon (single)
- 2005 : Difference
- 2008 : Phoenix
- 2011 : Epsilon
- 2013 : World Changed Forever
- 2016 : Seventhian ...Memories of Time
- 2022 : Everlasting Flame